# Иза хоризонта (представа)
„Иза хоризонта“ је драма коју је написао амерички драмски писац Јуџин О’Нил. Иако је први пут заштитио ауторска права на текст у јуну 1918. године, О’Нил је наставио да ревидира драму током проба за њену премијеру 1920. године. Његово прво целовечерње дело које је постављено на сцену, „Иза хоризонта“, освојило је Пулицерову награду за драму 1920. године.

## Продукције
Представа „Иза хоризонта“ премијерно је извођена на Бродвеју у позоришту Мороско, од 3. до 20. фебруара 1920. године, пребачена је у позориште Критерион од 24. фебруара 1920. до 5. марта 1920. године, и касније у Литл театар, од 9. марта 1920. до 26. јуна 1920. године. У режији Хомера Сен-Годенса, глумачку поставу чинили су Ервил Алдерсон (Џејмс Мејо), Ричард Бенет (Роберт Мејо), Роберт Кели (Ендру Мејо), Мери Џефри (Кејт Мејо) и Сидни Мејси (капетан Дик Скот).
Ова продукција је освојила Пулицерову награду за драму 1920. године.
„Иза хоризонта“ је поново изведена на Бродвеју у позоришту Менсфилд 30. новембра 1926. године, а прекинута је 5. фебруара 1927. године након 79 извођења. У режији Џејмса Лајта, глумачку поставу чинили су Малколм Вилијамс (Џејмс Мејо), Џудит Лоури (Кејт Мејо), Алберт Таверније (капетан Дик Скот), Томас Чалмерс (Ендру Мејо), Роберт Кит (Роберт Мејо), Алин Макман (Рут Аткинс), Елеонор Веселхуфт (госпођа Аткинс) и Илејн Кох (Мери).
Представу је представила кућа Royal & Derngate у Нортхемптону у новембру 2009. године. Ова продукција је потом пребачена у лондонско Национално позориште у марту 2010. године.

## Радња
Радња драме се одвија на фарми у пролеће, а затим се помера унапред три године касније, током лета, и коначно пет година касније, у касну јесен. Драма се фокусира на портрет породице, а посебно на два брата, Ендруа и Роберта. У првом чину драме, Роберт се спрема да крене на море са њиховим ујаком Диком, капетаном брода, док Ендру ишчекује женидбу са својом вољеном Рут и рад на породичној фарми док оснива породицу.

## Ликови
- Роберт Мејо
- Ендру Мејо
- Рут Аткинс
- Џејмс Мејо
- Кејт Мејо
- Капетан Дик Скот
- Г-ђа Аткинс
- Мери
- Бен
- Доктор Фосет

## Адаптације
Представа је адаптирана за телевизију и емитована у серији PBS Great Performances у јулу 1975. године, у режији Рика Хаузера и Мајкла Кана. У глумачкој постави су били Ричард Бакус (Роберт Мејо), Кејт Вилкинсон (Кејт Мејо), Џон Рандолф (Џејмс Мејо), Едвард Џ. Мур (Ендру Мејо), Марија Тучи (Рут Аткинс), Џералдина Фицџералд (госпођа Аткинс), Џон Хаусман (др Фосет) и Џејмс Бродерик (капетан Скот).
Представу је адаптирао у оперу композитор Николас Флагело 1983. године.

## Критика
Према програму PBS American Experience, „Позоришни историчари указују на О’Нилов комад „Иза хоризонта“, који се појавио 1920. године, као прву трагедију америчких староседелаца. Та представа је настала из О’Ниловог удруживања са позориштем Provincetown Players, једним од многих такозваних „малих позоришта“ која су се развила 1910-их година како би пружила алтернативу комерцијалној драми тог времена.“